# سماتاوي (إله)
سما تاوي (وأيضًا سومتوس) هو إله مصري قديم تم توثيقه منذ الدولة الوسطى، وقد ظهر في هيئات مختلفة مثل حورس، آمون، بحدتي، منتو-رع، حور سماتاوي، حور سماتاوي با غرد (الطفل)، تحوت وبتاح-تاتنن.
قام منتوحتب الثاني، بصفته موحد مصر خلال الدولة الوسطى بعد توحيد مصر العليا ومصر السفلى، بتغيير اسم حورس الخاص به إلى "سما تاوي".

## التمثيل

### التمثيلات البشرية
في الدولة الوسطى والدولة الحديثة، تم تصوير سما تاوي كإله واقف أو جالس على عرش ويحمل عنخ وصولجان واس في يديه. أما خلال الفترة المتأخرة، فقد تم تصويره كإله واقف يرتدي خصلة جانبية ويحمل صولجان الرخيت وسوط في يده. وفي العصر اليوناني-الروماني، ظهر سما تاوي كإله طفل يرتدي التاج المزدوج ونمس وخصلة جانبية، مع صولجان وسوط.

### التمثيلات الحيوانية
في الدولة الحديثة، ظهر سما تاوي على هيئة إله برأس صقر؛ وفي العصر الصاوي، ظهر كصقر واقف على قاعدة مع هلال وقرص القمر على رأسه.
وفي العصر اليوناني-الروماني، خضعت الأيقونات لتغييرات، حيث ظهر سما تاوي على هيئة صقر ملفوف كالمومياء مع تاج تاتنن. ظهرت أيضًا هيئة إله برأس ثعبان أو ثعبان طويل أو ملتف عدة مرات.

## الروابط الأسطورية

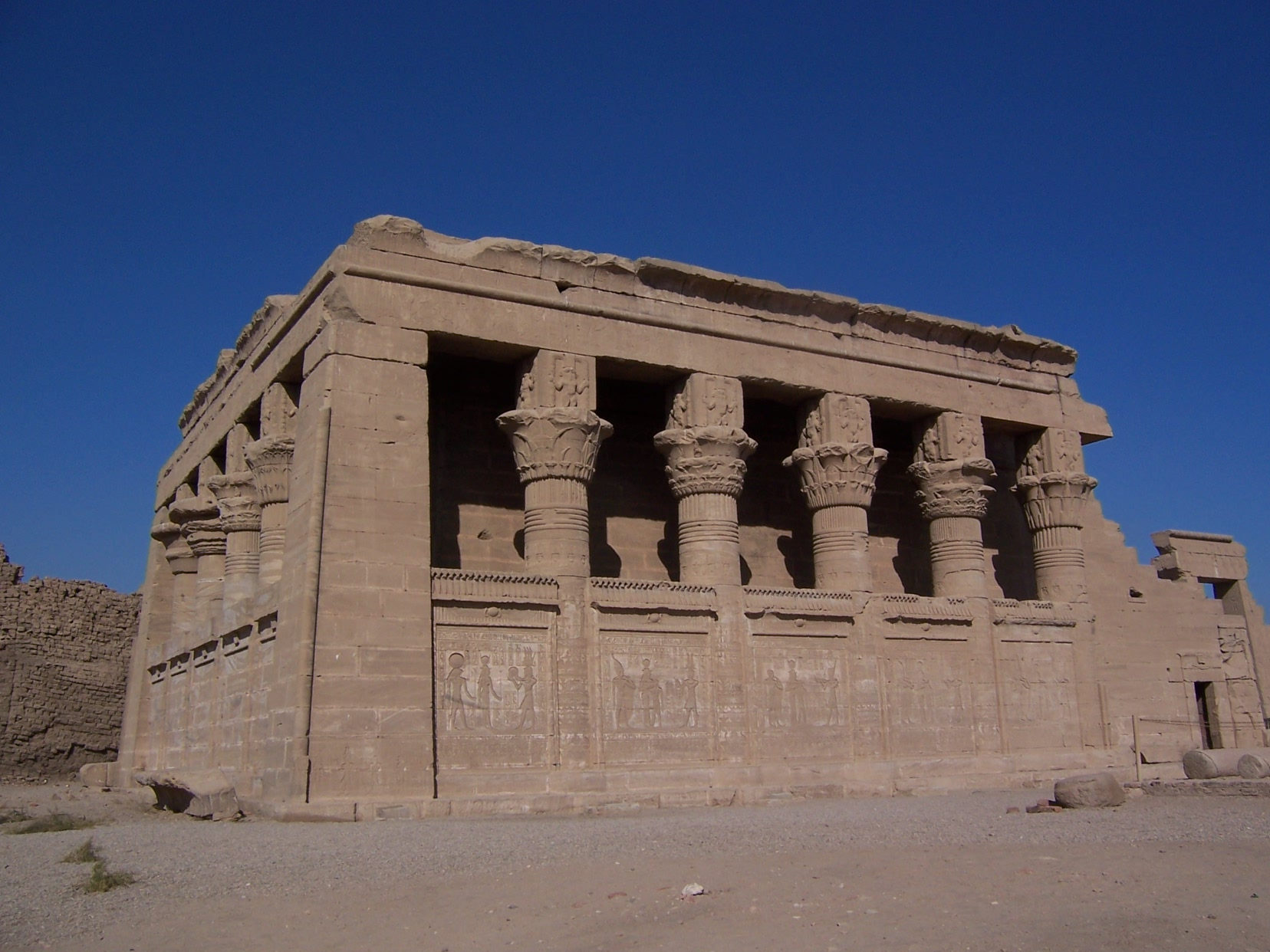
بيت ولادة في معبد حتحور بدندرة

منذ الدولة الوسطى وحتى نهاية الفترة المتأخرة، لم تكن أنشطة سما تاوي وعلاقاته الأسطورية معروفة بشكل كبير. وفي الدولة الحديثة، كان يُعتبر "ابن حتحور" ورئيس دندرة ("حري تپ يونيت")، وأيضًا "الذي في وسط الدير البحري".
مع بداية العصر اليوناني-الروماني، كان لسما تاوي دور رئيسي في محيط الملك؛ فقد كان يُعتبر "صورة حية لسما تاوي وخادمه"، و"وريثه المتميز"، و"ابنه البكر"، "بذرته الإلهية"، و"جسده الحي".
كرمز لـ"ابن حتحور العظيم"، كان سما تاوي يُعبد كـ"الإله العظيم في بيت الصلاصل". وكان ضمن 50 إلهًا تم ذكرهم في بيت ولادة دندرة كـ"آلهة في شهورهم وسيدات بارعات ومتميزات في سنواتهم".